# Dawydiwka (obwód czerniowiecki)
Dawydiwka, Dawideny (ukr. Давидівка) – wieś na Ukrainie, w obwodzie czerniowieckim, w rejonie storożynieckim.

## Urodzeni
- Joseph Schmidt